# Acktjärnsjön
Acktjärnsjön är en sjö i Sandvikens kommun i Gästrikland och ingår i Dalälvens huvudavrinningsområde. Sjön är 2,1 meter djup, har en yta på 0,0954 kvadratkilometer och är belägen 68,3 meter över havet.

## Delavrinningsområde
Acktjärnsjön ingår i det delavrinningsområde (669641-154707) som SMHI kallar för Ovan Matrammsbäcken. Medelhöjden är 87 meter över havet och ytan är 27,97 kvadratkilometer. Det finns inga avrinningsområden uppströms utan avrinningsområdet är högsta punkten. Norrån som avvattnar avrinningsområdet har biflödesordning 3, vilket innebär att vattnet flödar genom totalt 3 vattendrag innan det når havet efter 103 kilometer. Avrinningsområdet består mestadels av skog (69 procent). Avrinningsområdet har 0,41 kvadratkilometer vattenytor vilket ger det en sjöprocent på 1,5 procent.